# MTV Unplugged: Korn
MTV Unplugged: Korn é um álbum acústico ao vivo da banda estado-unidense Korn lançado a 5 de Março de 2007.
Este acústico teve a participação da cantora estado-unidense da banda Evanescence, Amy Lee, e do vocalista Robert Smith da banda The Cure.
O álbum estreou-se na Billboard 200 no nº 9, com uma venda de 51 mil cópias apenas na primeira semana, tendo na semana seguinte caído 55% de vendas.

## Faixas
1. "Blind" – 3:29
2. "Hollow Life" – 3:24
3. "Freak On A Leash" (participação da Amy Lee do Evanescence) – 3:55
4. "Falling Away From Me" – 3:55
5. "Creep" (cover da banda Radiohead) – 3:51
6. "Love Song" – 3:50
7. "Got The Life" – 3:48
8. "Twisted Transistor" – 3:00
9. "Coming Undone" – 3:35
10. "Make Me Bad / In Between Days" (participação de Robert Smith do The Cure) – 5:35
11. "Throw Me Away" – 6:20